# Institut pour les circuits intégrés (Allemagne)
L'Institut pour les circuits intégrés (Institut Integrierte Schaltungen ou IIS) poursuit une recherche appliquée et un développement dans l'ordre des entreprises industrielles et des établissements publics. Sous la conduite de Heinz Gerhäuser, l'institut développe des systèmes et des appareils microélectroniques ainsi que le logiciel et les circuits intégrés qui leur sont nécessaires. L'IIS a été fondé en 1985. Le siège principal de l’institut est à Nuremberg, mais d’autres instituts se sont créés à Fürth et à Dresde. Celui de Nuremberg est aujourd'hui le plus grand de tous les IIS.
Les scientifiques recherchent dans les secteurs de la microélectronique, traitement de l'information, la télécommunication, la technique multimédia, la radiodiffusion numérique et audio, la technique de cinéma numérique, la navigation par satellite, la technique médicale, la logistique et l'automatisation dans l'ingénierie des industries. Des systèmes de communication sans fil, en particulier des systèmes de radiodiffusion numériques, sont développés jusqu'à des pneus de série prototypes. Le codage des signaux vidéo et audio ainsi que sa normalisation internationale jouent un rôle important.
L'IIS est divisé en quatre instituts responsables de différents domaines technologiques :
1. L’Institut pour la stabilité industrielle et la fiabilité du système (LBF)
2. L’Institut pour les ordinateurs graphiques (IGD)
3. L’Institut pour les systèmes d’information et de publication intégrés (IPSI)
4. L’Institut pour la télécoopération (SIT).